# KBS 스포츠 9
《KBS 스포츠 9》(KBS SPORTS 9)는 KBS 1TV에서 매주 평일 오후 9시 45분, 주말 오후 9시 25분에 방송 중인 KBS 뉴스 9 코너인 스포츠 종합 뉴스 프로그램이다.

## 개요
- KBS 9시 스포츠로 읽는다.
- 앵커 멘트는 스포츠뉴스로 읽는다.
- KBS 뉴스 9를 마친 후에 방송·편성했지만 2000년부터 KBS 뉴스 9로 코너가 편입되면서 KBS 스포츠 9로 코너명이 변경됐다.

## 앵커
- 현재 앵커 중 평일은 2023년 11월 13일부터 기준으로 하고 주말은 2022년 12월 24일부터 기준으로 한다.

### 평일
| 대수 | 진행자                       | 진행 기간                           | 비고        |
| ---- | ---------------------------- | ----------------------------------- | ----------- |
| 1대  | 김병찬 前 아나운서           | 1994년 10월 10일 ~ 1995년 3월 4일   |             |
| 2대  | 최승돈 아나운서              | 1995년 3월 17일 ~ 1995년 9월 8일    |             |
| 3대  | 성세정 아나운서              | 1995년 9월 15일 ~ 1998년 10월 9일   |             |
| 4대  | 김홍성 아나운서              | 1998년 10월 12일 ~ 1999년 12월 24일 |             |
| 5대  | 김현태 아나운서실 팀장       | 2001년 4월 30일 ~ 2004년 4월 30일   | [ 2 ]       |
| 6대  | 이재홍 前 아나운서실장       | 2004년 5월 3일 ~ 2009년 4월 17일    | [ 3 ] [ 4 ] |
| 7대  | 엄지인 아나운서실 스포츠팀장 | 2009년 4월 20일 ~ 2014년 2월 28일   | [ 6 ]       |
| 8대  | 정지원 아나운서              | 2014년 3월 3일 ~ 2014년 12월 30일   |             |
| 9대  | 이승현 아나운서              | 2015년 1월 2일 ~ 2018년 1월 31일    | [ 9 ]       |
| 10대 | 이재성 아나운서              | 2018년 4월 23일 ~ 2020년 2월 7일    | [ 11 ]      |
| 11대 | 남현종 아나운서              | 2020년 2월 10일 ~ 2023년 3월 2일    | [ 12 ]      |
| 12대 | 홍주연 아나운서              | 2023년 3월 3일 ~ 2023년 11월 10일   |             |
| 13대 | 이윤정 아나운서              | 2023년 11월 13일 ~ 현재             | [ 13 ]      |

### 주말
| 대수 | 진행자                 | 진행 기간                           | 비고          |
| ---- | ---------------------- | ----------------------------------- | ------------- |
| 1대  | 김홍성 아나운서        | 1999년 12월 26일 ~ 2001년 1월 14일  |               |
| 2대  | 김현태 아나운서실 팀장 | 2001년 1월 20일 ~ 2001년 4월 29일   |               |
| 3대  | 이재후 아나운서        | 2001년 5월 5일 ~ 2002년 10월 27일   |               |
| 4대  | 김태규 아나운서        | 2002년 11월 2일 ~ 2003년 6월 22일   |               |
| 5대  | 이재홍 前 아나운서실장 | 2003년 6월 28일 ~ 2004년 5월 2일    |               |
| 6대  | 김희수 아나운서        | 2004년 5월 8일 ~ 2005년 5월 1일     |               |
| 7대  | 이승연 아나운서        | 2005년 5월 7일 ~ 2005년 10월 30일   |               |
| 8대  | 박지윤 前 아나운서     | 2005년 11월 5일 ~ 2007년 11월 4일   |               |
| 9대  | 이지애 前 아나운서     | 2007년 11월 10일 ~ 2009년 4월 19일  | [ 17 ]        |
| 10대 | 이영호 아나운서        | 2009년 4월 25일 ~ 2013년 10월 20일  |               |
| 11대 | 김승휘 아나운서        | 2013년 10월 26일 ~ 2014년 12월 28일 |               |
| 12대 | 한상헌 아나운서        | 2015년 1월 3일 ~ 2017년 9월 2일     | [ 20 ]        |
| 13대 | 이혜성 前 아나운서     | 2018년 4월 21일 ~ 2020년 2월 9일    | [ 22 ]        |
| 14대 | 김종현 아나운서        | 2020년 2월 15일 ~ 2020년 10월 25일  | [ 23 ]        |
| 15대 | 김선근 前 아나운서     | 2020년 10월 31일 ~ 2022년 4월 17일  | [ 24 ]        |
| 16대 | 김도연 前 아나운서     | 2022년 4월 23일 ~ 2022년 12월 18일  | [ 25 ]        |
| 17대 | 김종현 아나운서        | 2022년 12월 24일 ~ 현재             | [ 26 ] [ 27 ] |

## 코너
| 코너명      | 진행자          | 비고   |
| ----------- | --------------- | ------ |
| 오늘의 영상 | 이윤정 아나운서 | [ 28 ] |

## 타이틀 변천사
| 기수 | 프로그램 타이틀                                | 방송 기간                           |
| ---- | ---------------------------------------------- | ----------------------------------- |
| 1기  | KBS 스포츠뉴스                                 | 1978년 일자 미상 ~ 1980년 일자 미상 |
| 2기  | KBS 9 스포츠                                   | 1982년 2월 15일 ~ 1984년 3월 30일   |
| 3기  | KBS 스포츠센터                                 | 1984년 4월 2일 ~ 1984년 10월 22일   |
| 4기  | KBS 스포츠뉴스                                 | 1991년 5월 20일 ~ 1992년 4월 4일    |
| 5기  | 평일 : KBS 오늘의 스포츠 주말 : KBS 스포츠뉴스 | 1992년 4월 6일 ~ 1992년 10월 4일    |
| 6기  | KBS 오늘의 스포츠                              | 1992년 10월 5일 ~ 1993년 4월 30일   |
| 7기  | KBS 스포츠뉴스                                 | 1994년 10월 10일 ~ 1999년 5월 23일  |
| 8기  | 평일 : KBS 스포츠뉴스 주말 : KBS 스포츠 9      | 1999년 5월 24일 ~ 1999년 12월 19일  |
| 9기  | KBS 스포츠 9                                   | 1999년 12월 20일 ~ 현재             |

## 테마곡
1995년 5월 1일에 작곡가 왕준기에 의해 제작된 스포츠뉴스 시그널은, 이후 2007년 4월 30일, 2008년 4월 21일, 2009년 4월 20일, 2014년 2월 3일과 2월 4일, 2018년 8월 13일, 10월 29일에 이르기까지 여러 차례 리메이크되었다.

## 편성 축소 및 결방
뉴스가 예정 시간보다 길어지거나 특집 형식으로 편성되는 경우, 스포츠 뉴스의 방송 분량이 축소되거나 결방되는 사례가 발생하기도 한다.

## 경쟁 프로그램
- MBC 스포츠뉴스 (MBC TV)
- SBS 스포츠뉴스 (SBS TV)